# BPM inspire
BPM inspire ist eine Business Process Management (BPM) Suite, mit der Geschäftsprozesse automatisiert und organisiert werden. Entwickelt und vertrieben wird BPM inspire von der Inspire Technologies GmbH mit Hauptsitz in St. Georgen (Schwarzwald).

## Geschichte
Unter dem Namen Report Developer (Komponente der GRIT-Produktfamilie) wurde 1996 die erste Komponente von BPM inspire auf dem deutschen Markt entwickelt, damals unter dem Dach der GFT Technologies SE. Diese Komponente ermöglichte zudem betriebssystemunabhängige Client-Serverapplikationen zu erstellen, womit die ersten Schritte für eine Automatisierung von Prozessen geebnet wurden. Das Release des Report Developers kam als OEM-Komponente für Messprotokolle bei großtechnischen Anlagen zu einem weltweiten Einsatz. Im Zuge des Internet-Hypes Ende der 90er Jahre erschien unter dem Namen Business2web ein Produkt zur browserbasierten Datenerfassung, sodass bereits früh der Weg für individuelle Oberflächen geebnet wurde. So konnten Daten nicht nur erfasst und ausgegeben, sondern auch prozessual verarbeitet werden, was in einer vollwertigen BPM Suite mündete. Diese kam bereits 2001 für die Stadt Zürich zum Einsatz.
Im Rahmen eines Management-Buy-Outs wurde der Geschäftsbereich Business Process Management aus der GFT 2008 übernommen und in ein eigenständiges, unabhängiges Unternehmen, die Inspire Technologies GmbH, überführt. Aus GFT inspire wurde BPM inspire. Nachdem im Jahr 2014 die Version 9.0 mit einem modernisierten Maskendesigner und BPMN 2.0 Prozessdesigner auf dem Markt erschien, wurde 2018 die jüngste Produktlinie BPM inspire 9.4 veröffentlicht.

## Funktionen
BPM inspire besteht aus den Modulen Geschäftsprozessmodellierung (BPMN 2.0 und UML), Automatisierung von Geschäftsprozessen, Erstellung von browserbasierten Oberflächen, Prozessportal für Anwendungen und Controlling und Monitoring, die der Entwicklung von Anwendungen für die Optimierung von Geschäftsprozessen dienen. Die Suite funktioniert als offenes System und kann daher jegliche Geschäftsprozessoptimierungen ausführen. Dazu zählen neben dem Qualitätsmanagement, einem internen Kontrollsystem und dem Personalmanagement auch dokumentenzentrische Prozesse wie ein Vertragsmanagement und Rechnungsverarbeitung.
Ein zentrales Prozessportal fungiert sowohl als Benutzer- als auch als Administrator-Einstieg in BPM inspire. Dort findet sich neben individualisierbaren Lösungsvorlagen und Erweiterungen auch eine zentrale Aufgabensteuerung.
Ein Oberflächendesigner erstellt browserbasierte Formulare und grafische Benutzeroberflächen. Hierbei unterstützt BPM inspire HTML5, beliebige Javascriptbibliotheken wie zum Beispiel jQuery als auch die Überführung von statischen HTML-Vorlagen für eine dynamische Anwendung.
Mittels Monitoring lassen sich Prozesse graphisch durch Dashboards aufbereiten, aber auch über einen Dokumentationsgenerator sowohl fachlich als auch technisch detailliert dokumentieren.
Das Erweiterungsmodul Analytics ermöglicht es, auch unstrukturierte Daten in Prozessen weiter zu nutzen.
Die grafische Aufnahme und Darstellung von Geschäftsprozessen erfolgt wahlweise in den Standardnotationen UML und BPMN 2.0.
BPM inspire generiert aus Modellen nativen Java-Code für ablauffähige Applikation.
Die Serverumgebung setzt sich aus den Komponenten insign, inform und inspire zusammen, wobei insign die Nutzerverwaltung darstellt, inform den Oberflächenbereich und inspire die Automatisierung. Für die Entwicklungsumgebung zur Modellierung und Administration verwendet BPM inspire eine Eclipse-Runtime. Für eine einfache serverseitige Anpassung der Oberflächen oder bei der Ausführung der Prozesse steht dem Anwender auch eine eigene 4GL-Skriptsprache zur Verfügung, welche nur durch den Hersteller selbst weitergegeben werden kann.

## Einsatz
BPM inspire nutzt für die Modellierung und Administration das javabasierte Eclipse-Framework. Serverseitig läuft es auf allen servletfähigen Webservern, z. B. Apache Tomcat unabhängig vom Betriebssystem und unterstützt eine Reihe von Datenbanken zur Speicherung der Businessprozesse und deren Prozessinstanzen: Oracle (Datenbanksystem), DB2, Microsoft SQL Server, PostgreSQL, MySQL.
BPM inspire ist bei Finanzdienstleistern (u. a. Sparkassen und Volksbanken), Handel (z. B. Markant, Globus, MIAG/Metro), der öffentlichen Verwaltung (u. a. Stadt Leipzig) und zahlreichen namhaften Unternehmen anderer Branchen (z. B. SIXT, Best Western, Siemens, T-Systems) im Einsatz.

## MR.KNOW
MR.KNOW ist eine Lösung von BPM Inspire zur Erstellung von Assistenz-Systemen. Ein digitaler Assistent wird zur Automatisierung von Geschäftsprozessen eingesetzt und hilft so bei der Digitalisierung von Abläufen. Die Erstellung erfolgt durch einen geführten Prozess, bei dem automatisch das entsprechende Prozessmodelle erzeugt wird. Eine lauffähige Web-Anwendung wird dann automatisch aus dem Modell erstellt. Oberflächen und Formulare können ohne Programmierung angepasst werden. Je nach Anwendungsgebiet können verschiedene Technologien, wie zum Beispiel Bots, RPA, OCR, BPM, KI und Sprache, hinzugefügt werden.
Mögliche Einsatzgebiete sind unter anderem: Wirtschaftsprüfungsgesellschaften, Kanzleien, die öffentliche Verwaltung, Polizei- und Sicherheitsbehörden, der Handel, Versicherungen, Telco, Energieunternehmen sowie für Fernwartung, Kontrollen und Diagnosen.